# Adam stenhuggare
Adam stenhuggare är ett anonymnamn för en stenhuggare, verksam på 1500-talets slut. För Vadstena slott utförde han en fritrappa och några kaminer 1590–1592.